# Head First (album Uriah Heep)
Head First – piętnasty album brytyjskiej rockowej grupy Uriah Heep wydany w 1984. 

## Lista utworów
1. "The Other Side Of Midnight" (Box/Daisley/Goalby/Kerslake/Sinclair) 3.55
2. "Stay on Top" (Jackson) 3.35
3. "Lonely Nights" (Adams/Vallance) 4.07
4. "Sweet Talk" (Box/Daisley/Goalby/J. & L. Sinclair/Kerslake) 3.51
5. "Love is Blind" (Carbone/Zito) 3.38
6. "Roll-Overture" (Box/Daisley/Goalby/Sinclair) 2.18
7. "Red Lights" (Box/Daisley/Goalby/Sinclair) 2.57
8. "Rollin' the Rock" (Box/Daisley/Goalby/Sinclair) 5.31
9. "Straight Through the Heart" (Box/Daisley/Goalby/Sinclair/Kerslake) 3.39
10. "Weekend Warriors" (Box/Daisley/Goalby/Sinclair/Kerslake) 3.50

## Twórcy
- Peter Goalby – wokal
- John Sinclair – keyboard, syntezator, gitara, wokal
- Mick Box – gitara
- Bob Daisley – bas
- Lee Kerslake – perkusja